# 挪威石油博物馆

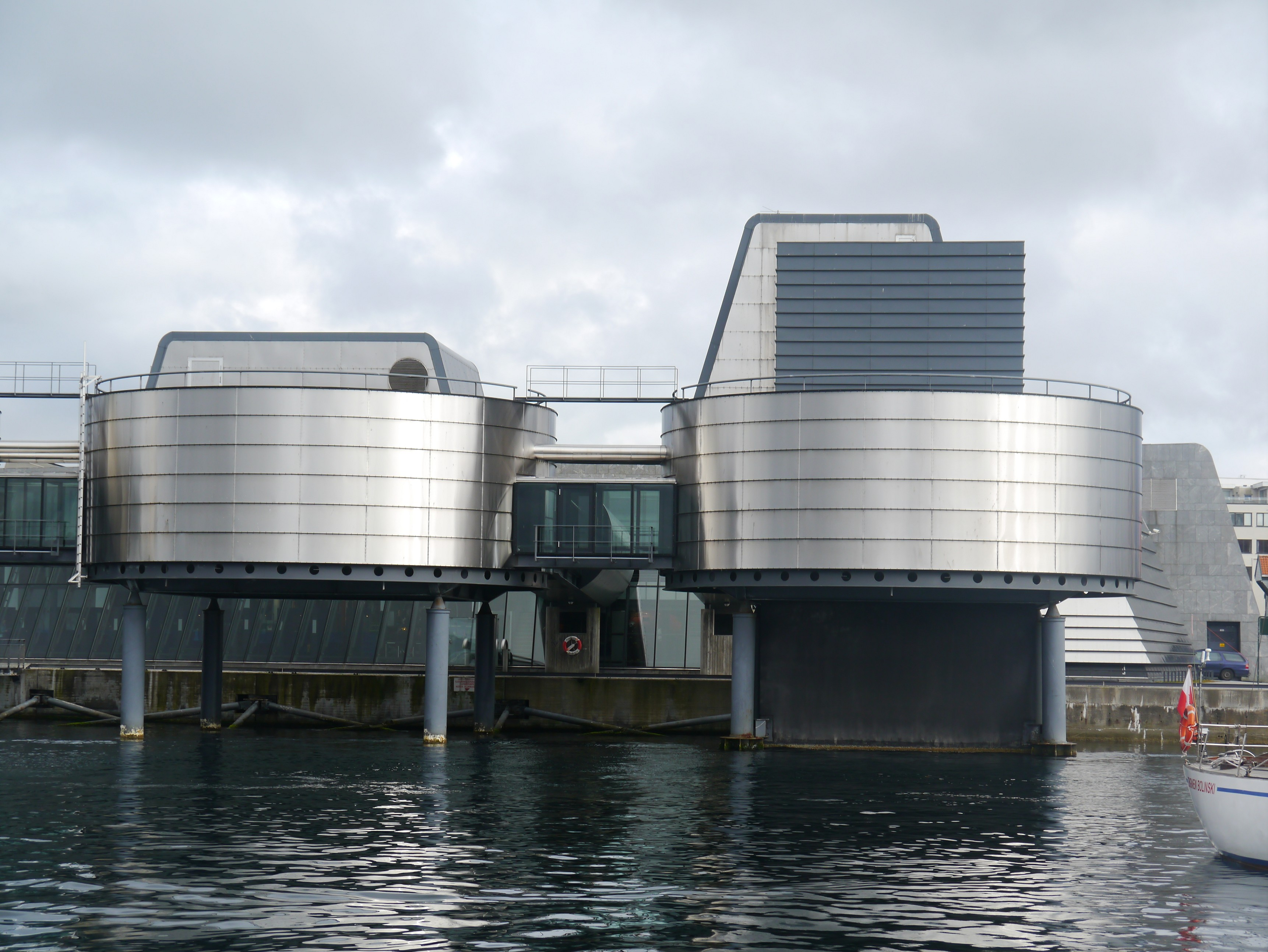
挪威石油博物馆

挪威石油博物馆（英語：The Norwegian Petroleum Museum）是一个位于挪威斯塔万格的石油主题博物馆。

## 历史
1999年5月20日建成，从海上看博物馆像一座小型石油平台，不寻常的建筑设计使得博物馆成为斯塔万格的地标。
该博物馆由石头、玻璃和混凝土建成，占地约5,000平方米。主要展示海上石油活动，尤其是北海的石油活动。

## 画廊

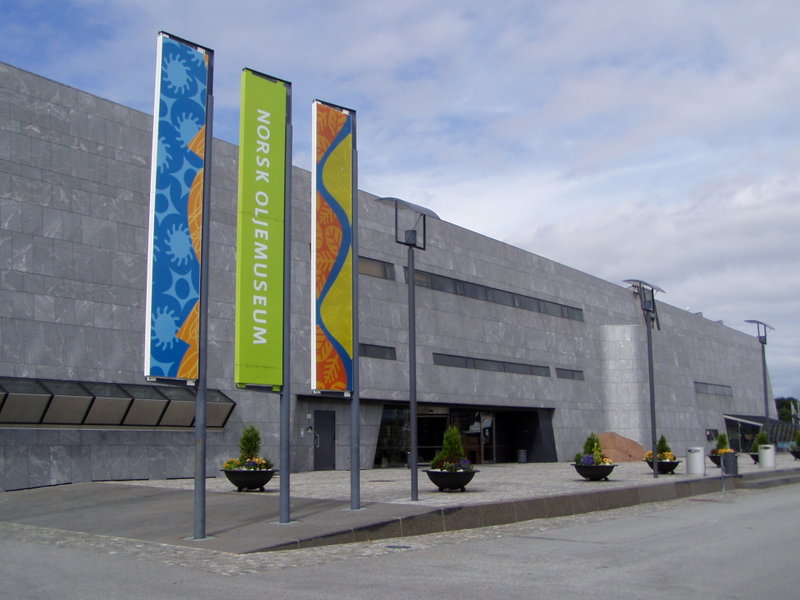
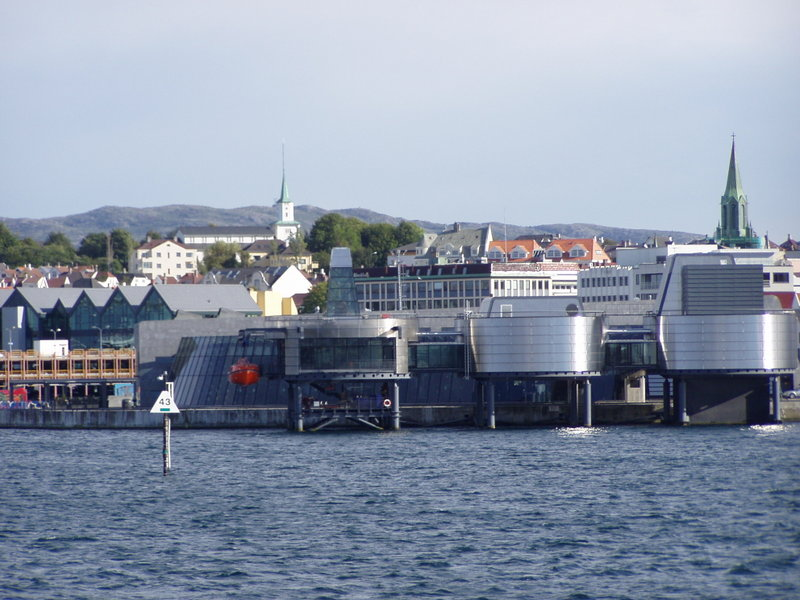
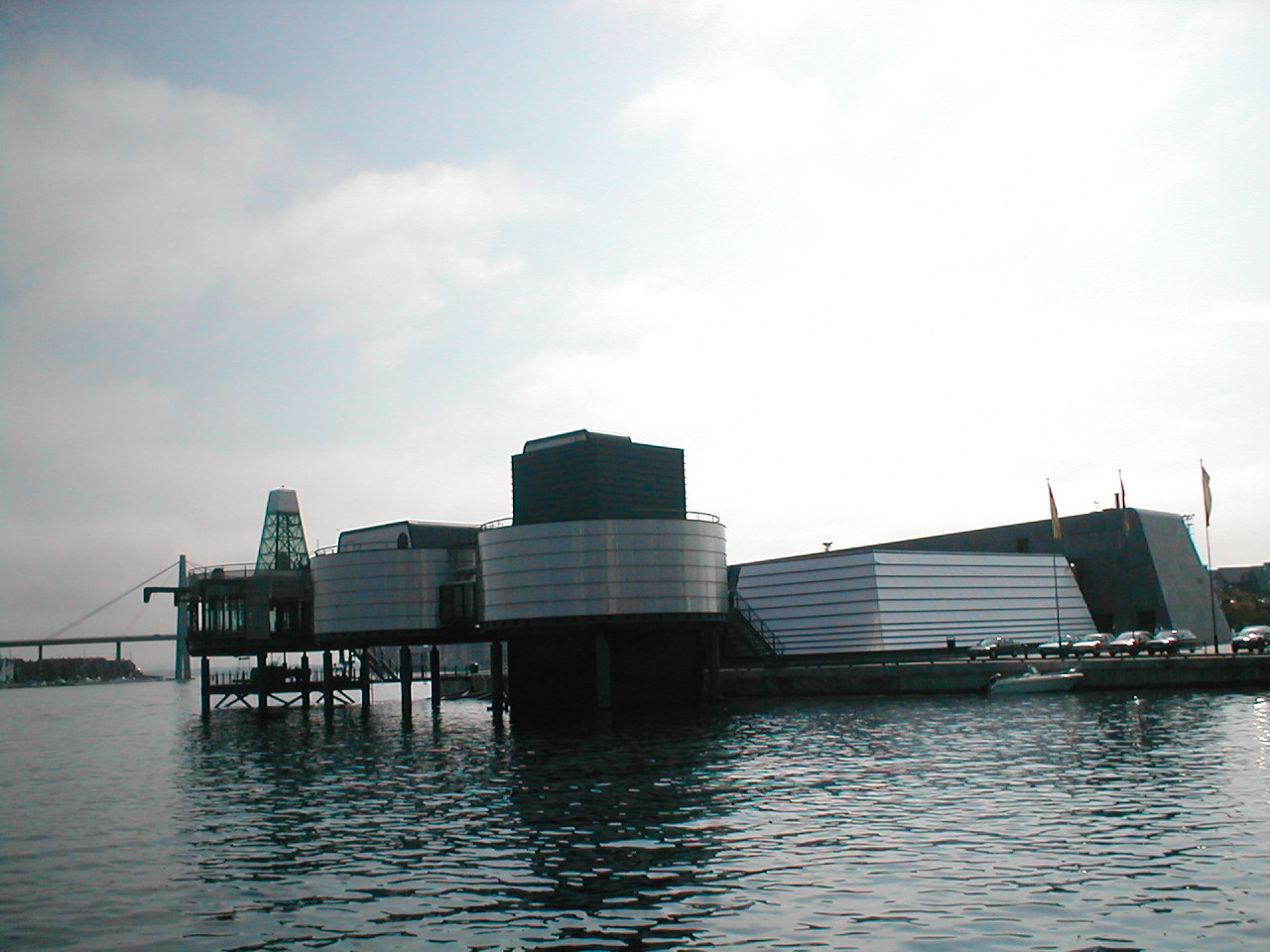
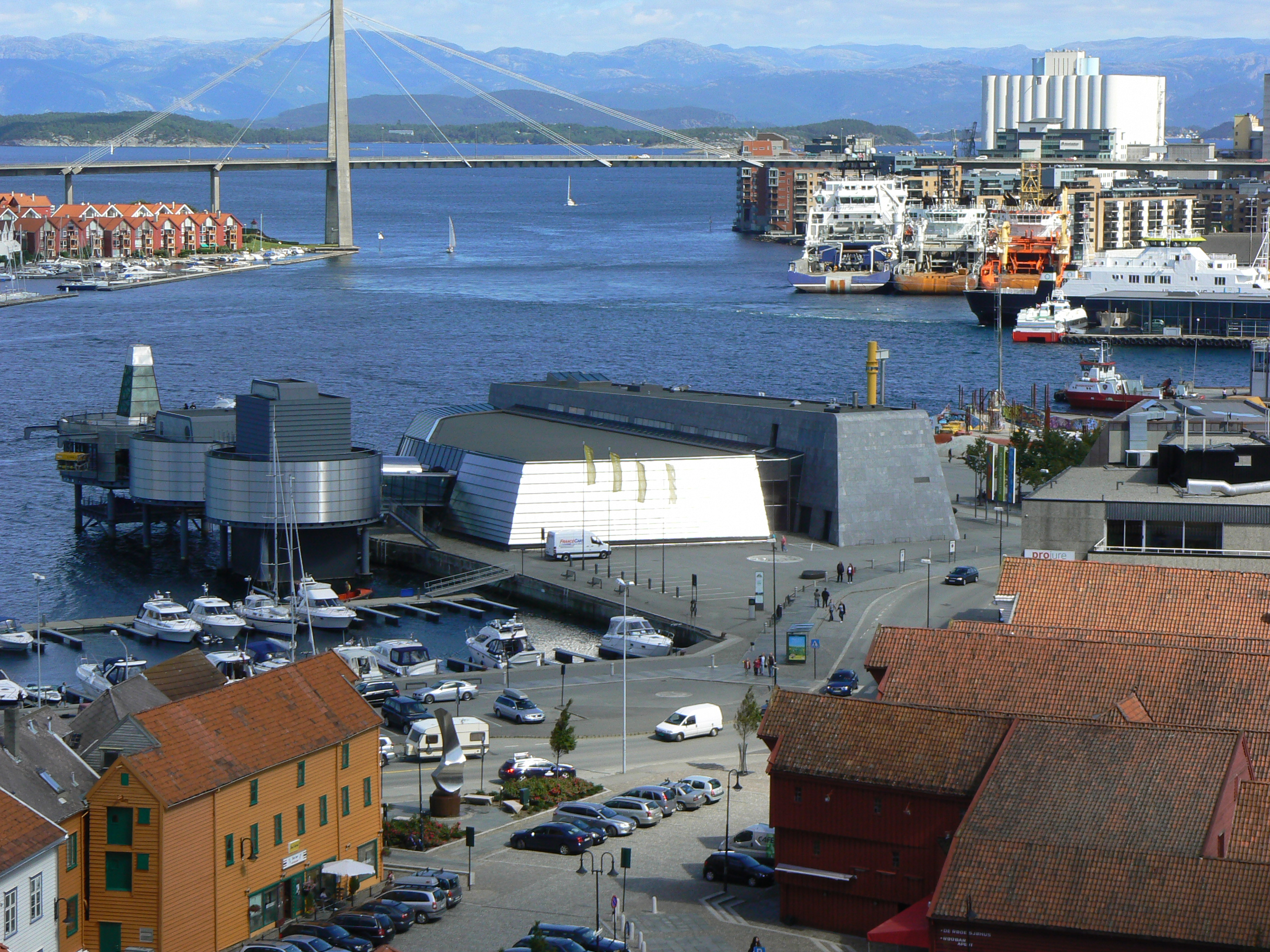
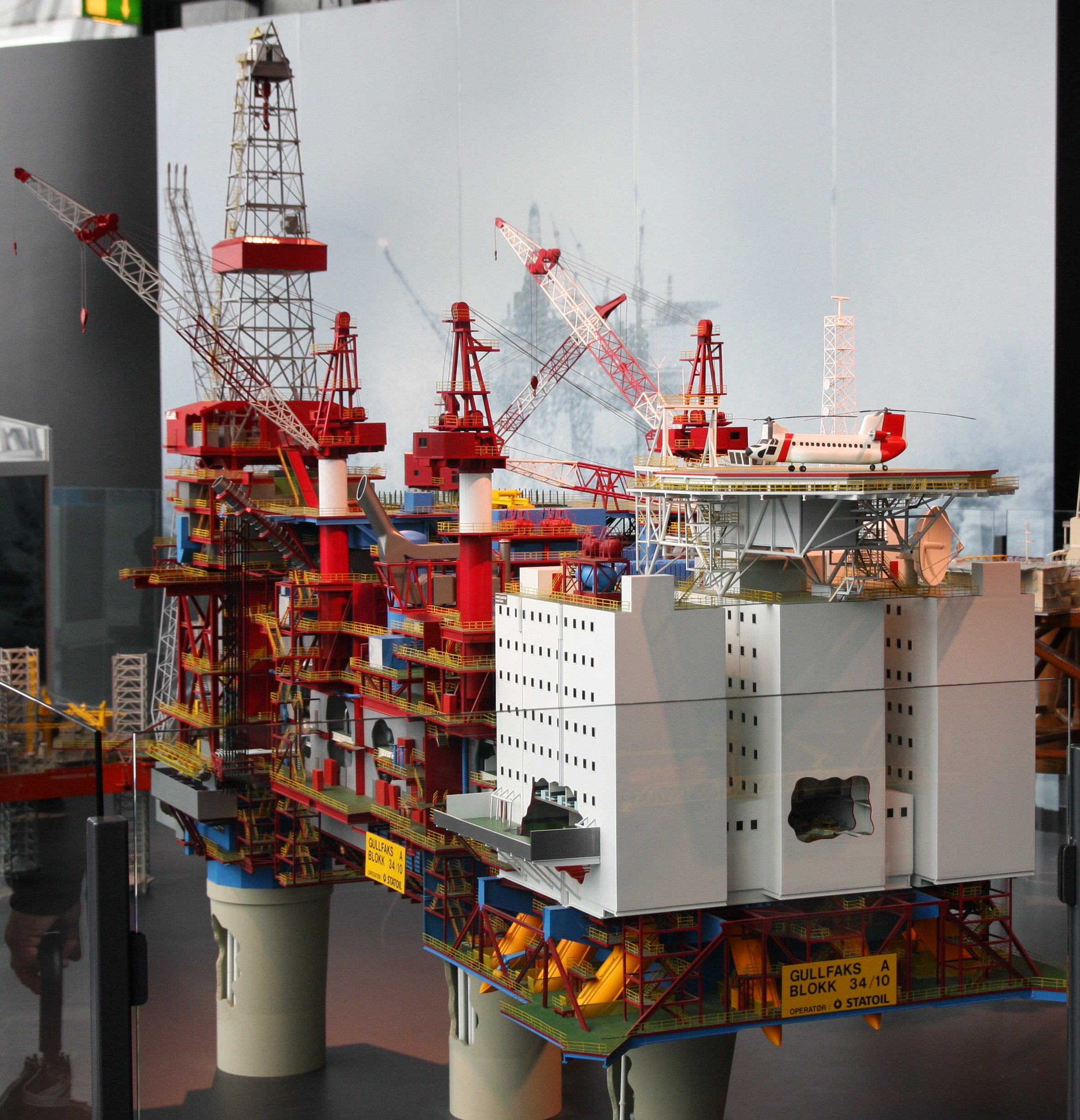
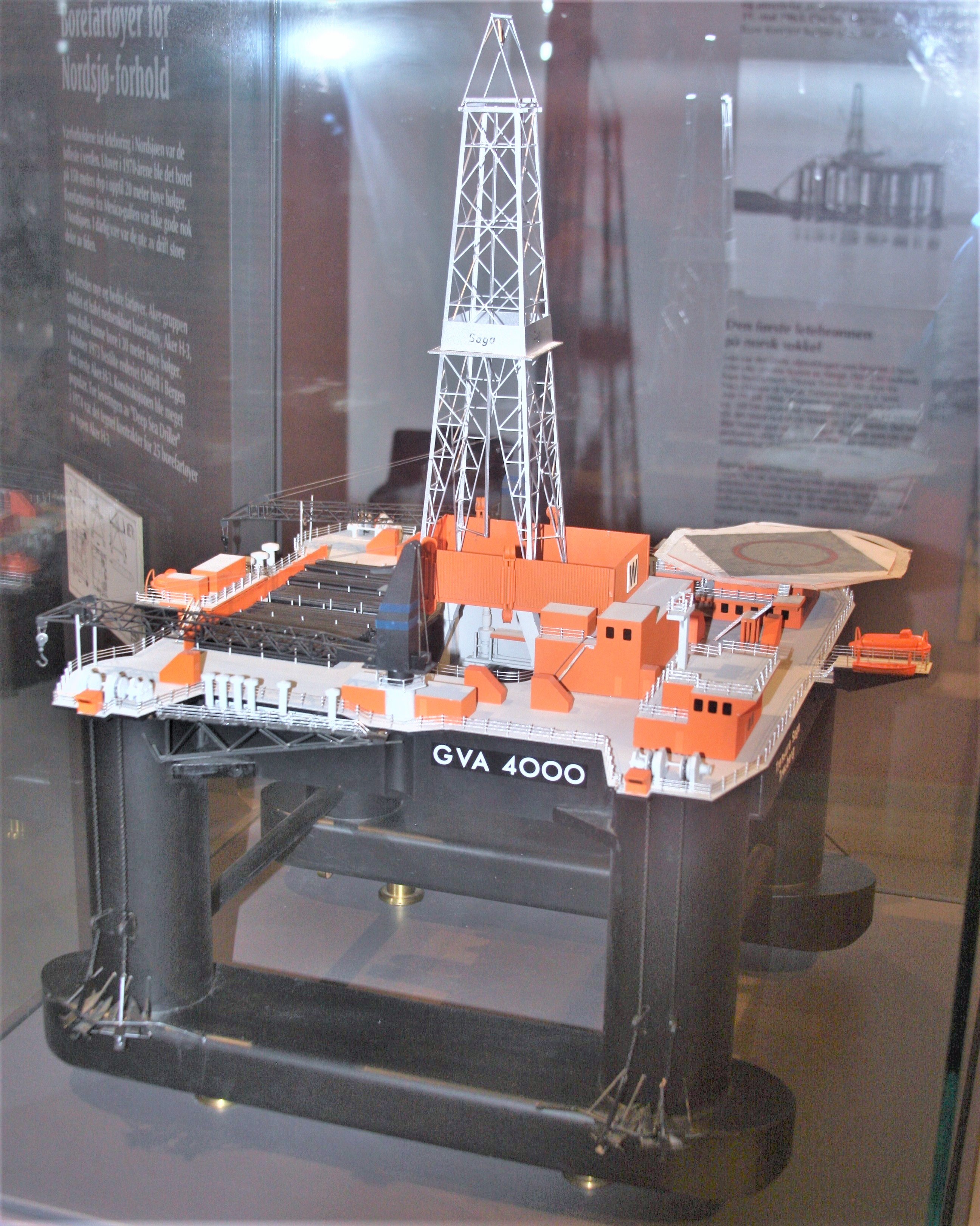
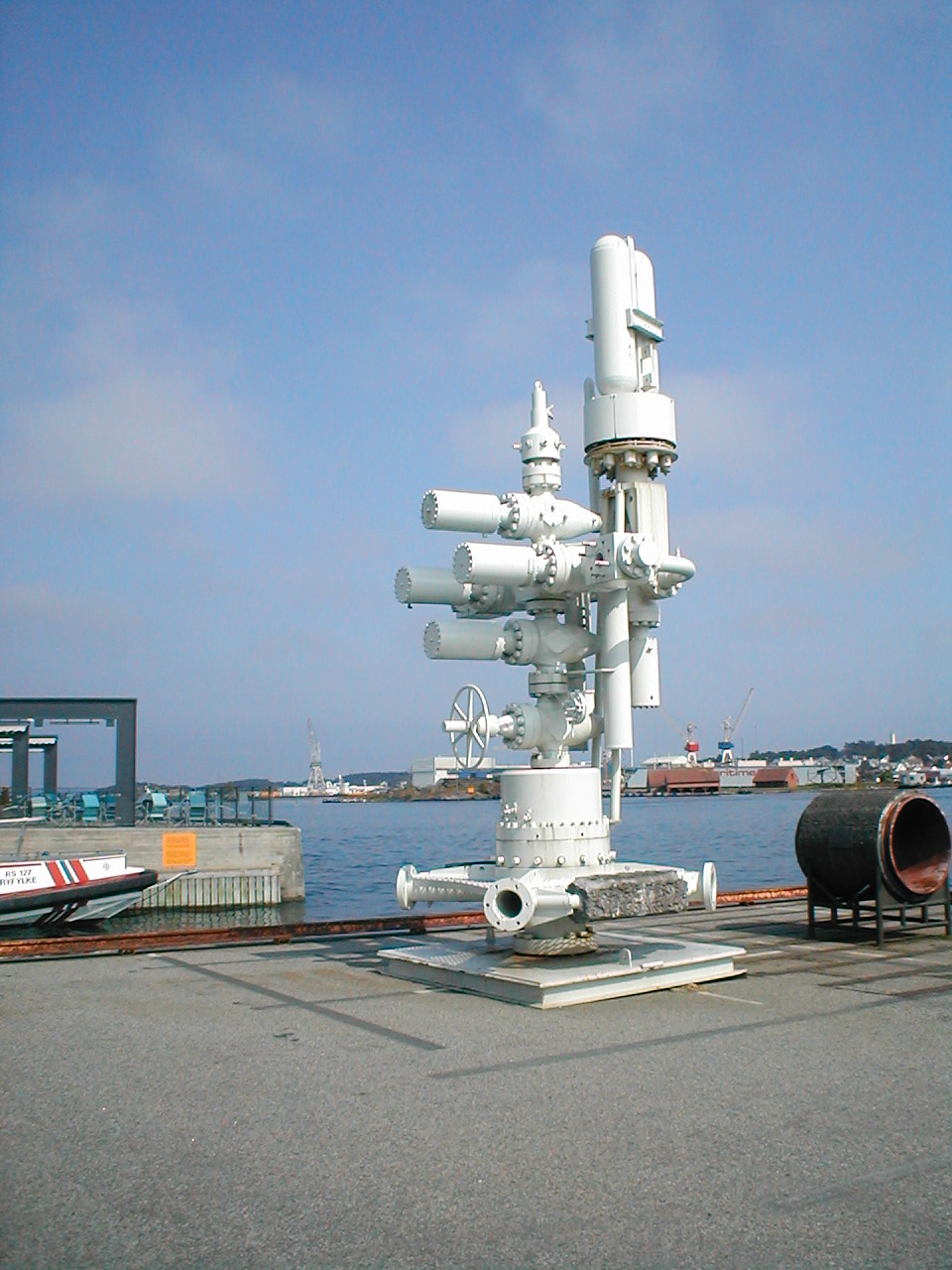